# Carles Nadal i Gaya
Carles Nadal i Gaya (Barcelona, 28 de desembre de 1923 - 27 de gener de 2010 va ser un periodista català especialista en política internacional, professor de relacions internacionals, escriptor i poeta. Va publicar els seus escrits al diari La Vanguardia durant més de cinquanta anys, on fou cap de les seccions d'Internacional i d'Opinió i columnista de l'espai setmanal Week-end Político Mundial. Als anys 50 i 60 durant el Franquisme va militar al grup de Periodistes Democràtics de Barcelona en defensa de la llibertat d'expressió.

## Biografia

### Formació
Procedia d'una família que fou protagonista en el món de la premsa i la cultura de Lleida. Va estudiar primària als Escolapis i acabada la guerra es llicencià en Filosofia i Lletres en l'especialitat de Romàniques a la Universitat de Barcelona. Anà a les tertúlies de l'Ateneu Barcelonès amb Carlos Barral, Albert Oliart, Jaime Gil de Biedma o Antonio de Senillosa.
Era el petit dels Nadal, el seu germà Santiago Nadal i Gaya va ser l'impulsor de la secció internacional del diari La Vanguardia i durant la Segona Guerra Mundial va jugar la carta aliada i democràtica enfront de l'Eix, apostant per Joan de Borbó enfront del Franquisme i va ser membre del Consell Privat, el que el portà a la presó el 1944 per un article titulat Verona y Argel on criticava les depuracions del govern de Francisco Franco. Un altre dels seus germans, Eugeni Nadal i Gaya, fou el primer cap de redacció de la revista Destino i morí en plena joventut donant el nom al Premi Nadal, el més antic en castellà.

### Trajectòria
Va ser professor de literatura en diversos centres públics i privats i conservador del Museu Marés durant deu anys.
Entre els anys cinquanta i seixanta va ser professor de l'Escola de Periodisme de l'Església i formà part del grup clandestí de Periodistes Democràtics de Barcelona. També va ser professor de política internacional a la Facultat de Periodisme de la Universitat Autònoma de Barcelona.
Va escriure el seu primer article a La Vanguardia el 1956. El 1969 va ser nomenat redactor en cap de la secció d'Internacional del diari succeint al seu germà Santiago, que durant tres dècades havia ocupat el càrrec. Quan Santiago va morir el 1974, el Grup Godó va encarregar personalment a Carles Nadal que ocupés el lloc del seu germà en l'anàlisi setmanal de política internacional que s'anomenava Week-end Político Mundial. Des del 1976 fins que va morir, el gener de 2010 a causa d'una malaltia coronària, va publicar de manera ininterrompuda aquest article setmanal. L'últim va ser sobre la catàstrofe d'Haití.
El 1981 va ser nomenat cap d'opinió del mateix diari, una responsabilitat que va assumir, segons alguns companys, amb un tarannà dialogant i respectuós enfront de les opinions alienes. fins a la seva jubilació el 1995.
Durant tota la seva carrera professional va aconseguir compaginar el seu treball periodístic amb la docència com a professor de Relacions Internacionals a la Facultat de Ciències de la Comunicació de la Universitat Autònoma de Barcelona.

## Llibres
- 1960 Leyendas Universales. Enciclopedias de Gassó
- 2011 Dietari a la vora del mar. Balades del riu perdut. Poemari. Pagès editors
- 2012 En voz baja: Poemas 1984 - 2009 de Carlos Nadal Gaya (Autor), José Corredor Matheos (Colaborador). Milenio Publicaciones
- 2013 El mundo después del 11-S: Diez años que interpretan los problemas actuales (2000-2010) de Carlos Nadal Gaya (Autor), Jaime Arias Zimerman (Colaborador), María Dolores MAsana Argüelles(Redactora), Óscar Astromujoff (Ilustrador). Milenio Publicaciones

## Reconeixements
- 2002 Premi Godó de Periodismo
- 2005 Premi Rodríguez Santamaría de l'Associació de la Premsa de Madrid
- 2008 Reconeixement a la lluita en defensa dels Drets Humans de l'Institut de Drets Humans de Catalunya.[3]